# Sestrska ljubezen
Sestrska ljubezen (izvirno špansko Las Amazonas) je mehiška telenovela posneta leta 2016 za produkcijsko hišo Televisa. Telenovela je zasnovana po istoimenski venezuelski telenoveli. Sestrska ljubezen je že tretja priredba te telenovele, v Sloveniji pa je bila že pred tem predvajana ena od teh priredb z naslovom Ljubljena moja (Las Bandidas). Sestrska ljubezen se je na Planet TV predvajala med 31. avgustom in 7. novembrom 2016 in vsebuje 63 delov.

## Zgodba
Zgodba govori o Victorianu Santosu, veleposestniku in poslovnežu, ki je oče treh hčera, Diane, Casandre in Constanze. Victoriano je žrtev laži in spletk, zaradi česar ne more biti s svojo ljubeznijo, Inés. Tudi ona je bila žrtev nasilja in se je morala odpovedati možnosti za lastno srečo, tudi Victorianove hčere pa skušajo najti svojo srečo pod soncem. Najstarejša hči Diana je najbolj podobna Victorianu, Casandra je bolj občutljiva in samostojna, najmlajša Costanza pa je uporniška in hoče zajemati življenje s polno žlico.
Nadaljevanka prepleta sedanjost s preteklostjo. Diana je zdaj desna roka v Victorianovem podjetju Sanlact in odločno nasprotuje Déborah Piñeiro, svoji mladi mačehi, saj je prepričana, da ji gre le za denar. Déborah pa je odločena zamenjati Diano in izriniti Inés s posestva, saj je opazila Victorianovo naklonjenost do nje.

## Igralci
- Danna García – Diana Santos Luna
- Andrés Palacios – Alejandro San Román
- Victoria Ruffo – Inés Huerta
- César Évora – Victoriano Santos
- Grettell Valdez – Casandra Santos Luna
- Mariluz Bermúdez – Constanza Santos Luna
- René Casados – Eduardo Mendoza Castro
- Juan Pablo Gil – Emiliano Guzmán Huerta
- Gabriela Vergara – Déborah Piñeiro de Santos/Eugenia Villarroel
- Guillermo García Cantú – Loreto Guzmán Valdez
- Jacqueline Andere – Bernarda Castro Vda. de Mendoza
- Natalia Guerrero – Lisete Quiroz
- Alfredo Adame – Vicente Mendoza Castro
- Mónica Ayos – Diana María Luna de Santos/Diana Elisa Luna